# Caridina multidentata

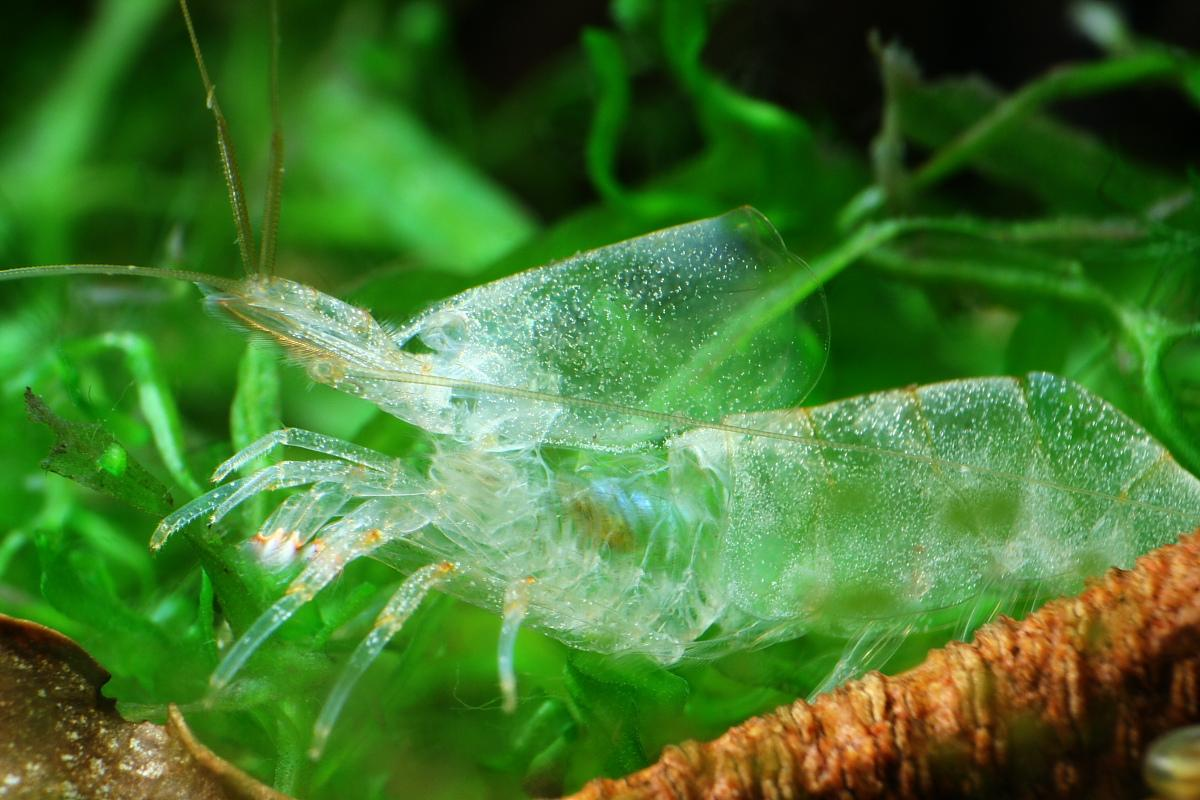
Muda del seu exoesquelet.

Caridina multidentata és una espècie de crustaci decàpode de la família Atyidae que es troba al Japó i algunes parts de Corea i Taiwan. Tot i ser principalment d'aigua dolça, necessita aigües salobres per a poder reproduir-se.
Caridina multidentata era anteriorment coneguda pels aquariòfils com Caridina japonica però se li va canviar el nom per l'actual després de fer-se un estudi el 2006.

## Morfologia
Té el cos translúcid cobert de punts de color marró vermellós als costats, cosa que fa que sembli una línia discontínua vermellosa. Al la part dorsal té una ratlla blanca que va del cap a la cua i els ulls negres. Les femelles són fàcils de distingir dels mascles per tenir la línia de punts inferior més allargada. Els exemplars d'aquesta espècie arriben a la maduresa sexual a partir dels 4 o 5 mesos d'edat.
Els mascles poden arribar a fer fins a 4 centímetres, mentre que les femelles poden arribar fins als 5 centímetres.

## En l'aquari
Segons diverses fonts, Caridina multidentata va ser introduïda en el món de l'aquariofília pel senyor Takashi Amano al principi de la dècada de 1980. Són emprades normalment en els aquaris perquè s'alimenten principalment d'algues, així que netegen l'aquari si es mantenen en gran nombre.
Tot i la seva popularitat, la majoria dels aficionats principiants desconeixen que Caridina multidentata és una espècie molt difícil de criar en captivitat, ja que es necessita aigua salobre per a poder tirar endavant les larves. És per això que la pràctica totalitat dels exemplars que es comercialitzen són exemplars capturats en el seu medi natural en estat salvatge.
És una espècie pacífica, més activa de nit que de dia, que pot mantenir-se juntament amb peixos que no siguin excessivament grans ni agressius, tot i que si hi ha abundant vegetació això les permetrà amagar-se millor. La seva esperança de vida és de fins a 3 anys.
L'aclimatació en l'aquari haurà de ser llarga i progressiva, abocant aigua de l'aquari de mica en mica dins la bossa on es trobin.
Els canvis bruscs de la temperatura de l'agua pot provocar que la gamba mudi.

### Paràmetres
- Temperatura: 20-28 °C.
- pH: 6'5-7'8
- GH: 5-20GH
- Nitrats: baixos o inexistents.

### Alimentació
Es recomana que aquesta espècie se l'ha alimenti com a qualsevol altra gamba en l'afició. Si es pretén utilitzar-les únicament amb el propòsit que es mengin les algues de l'aquari, aquesta alimentació no serà suficient i a llarg termini serà perjudicial per a la seva salut. Aquestes són unes de les gambetes més grans dins de l'aquariofília i requereixen un bon subministrament d'aliments. Mengen qualsevol cosa, des de l'espinac blanquejat, el carbassó, algues, els grànuls de gambetes, escates de peix, larves de mosquit, i molt més. L'alimentació és millor aportar-la una vegada al dia. Només se l'ha d'alimentar amb la quantitat suficient perquè la gamba trigui unes dues o tres hores a acabar l'aliment. Alimentar-les en excés i deixar que l'aliment s'acumuli al fons no és gens recomanable.

### Mortalitat
No és infreqüent que Caridina multidentata mori poc després de la seva introducció a l'aquari. Pràcticament tots els exemplars són capturats al seu hàbitat natural i no estan acostumats a condicions de captivitat. A més, una falta d'alimentació pot causar la mort també. La majoria dels principiants en el manteniment d'aquestes gambetes pensen que aquestes únicament mengen les algues que creixen en l'aquari i que no necessiten cap altre aliment. Aquestes gambes han de ser alimentades. Les morts també són causades per l'estrès del transport, la manipulació, la manca d'aclimatació a les noves condicions i que s'introdueixin als paràmetres de diversos tancs. Cal recordar que els exemplars d'aquesta espècie són capturats en estat salvatge. Passen a través d'una gran quantitat d'estrès durant la captura i durant el transport per tot el món. Un cop arriba a les botigues especialitzades en l'aquariofilia encara han de passar per més estrès. Quan finalment acaba en l'aquari de l'aficionat pot ser marcat per la mort, independentment del que l'aficionat pugui fer per mantenir-lo viu. No se sorprengui si aquesta gamba mor poc de la seva introducció.

### Reproducció
Un cop el mascle ha fertilitzat a la femella, els ous seran traslladats a l'abdomen d'aquesta, on els ous aniran variant de tonalitat segons passin els dies. Passades unes 6 setmanes els ous es desclouran, i en una setmana s'haurà de passar les larves a aigua salobre, alimentant-les amb nauplis d'artemia, infusoris o preparats comercials per alevins ovípars. A partir dels 5 mm ja les podem anar passant a aigua dolça de manera gradual, amb canvis molt subtils d'aigua dolça.

## Galeria

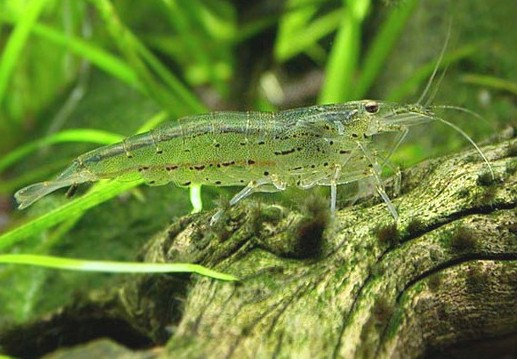
Caridina multidentata.
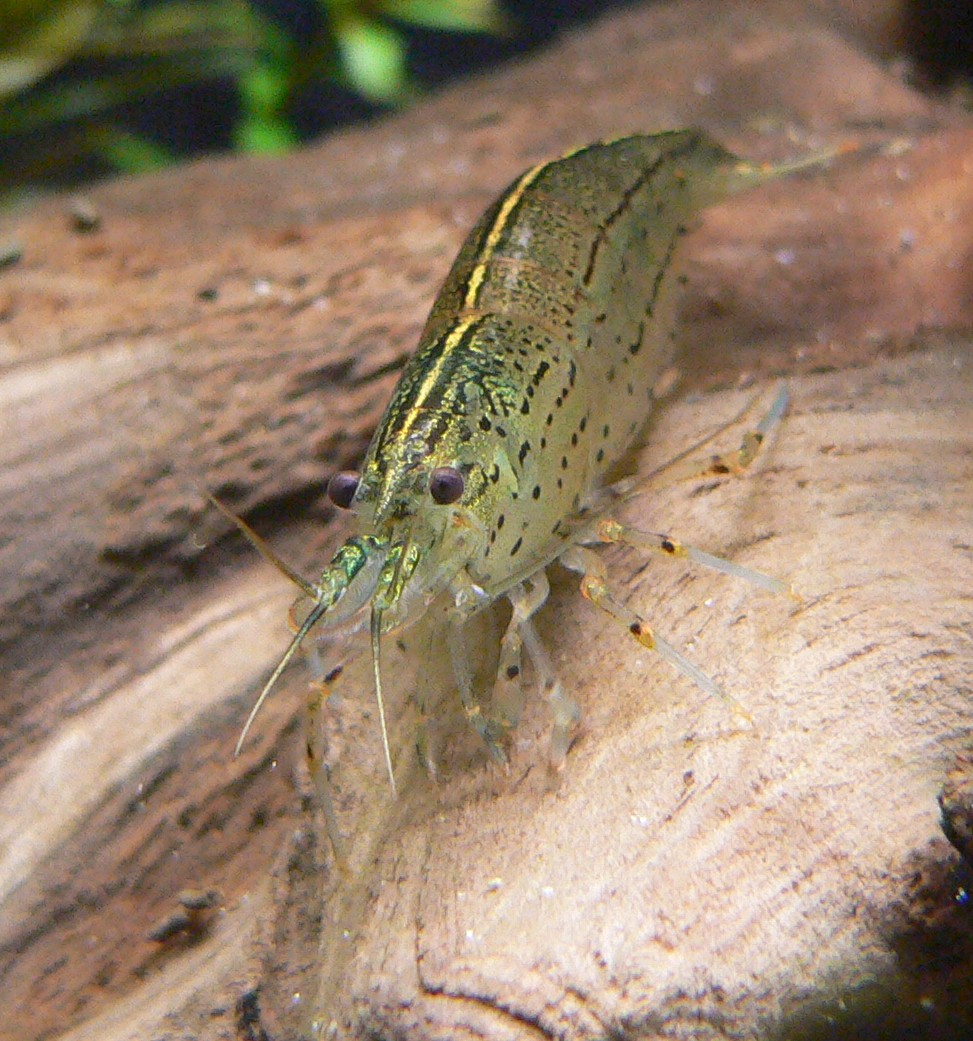
Detall frontal.